# Кото-де-Прери
Кото́-де-Прери́ (англ. Coteau des Prairies) — обширное плато размерами 320 км на 160 км. Эта возвышенность простирается на равнинах Прерий на северо-западе США, на востоке Южной Дакоты, юго-западе Миннесоты и в Айове.
Плато Кото-де-Прери было названо так французскими и франкоканадскими первооткрывателями во времена Новой Франции.
Это плато, являющееся нетронутой составляющей ландшафта североамериканских Прерий, состоит из следов многочисленных ледниковых периодов — обширных ледниковых отложений, в толщину достигающих примерно 275 м. Там находится небольшой сланцевый гребень, сохранившийся с мелового периода. Предполагается, что во время последней ледниковой эпохи (плейстоцена) рядом с этим плато прошли два ледника, образовав равнины по обе стороны от Кото-де-Прери.
На плато много небольших ледниковых озёр. Оно относится к бассейнам рек Биг-Су в Южной Дакоте и Коттонвуд в Миннесоте. Месторождения катлинита на плато издавна разрабатываются индейцами, использующими этот красно-коричневый минерал для изготовления трубок мира. Карьеры расположены в «Pipestone National Monument» в юго-западной области Миннесоты и в Южной Дакоте.